# M48 AVLB

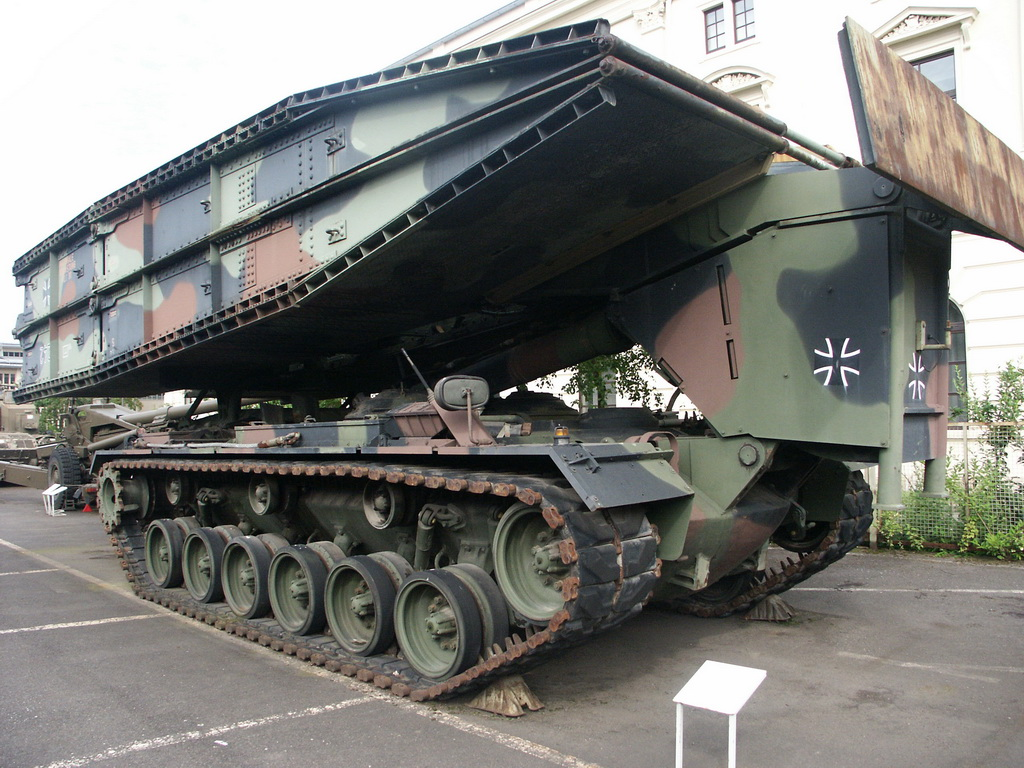
M48A2 AVLB w malowaniu Bundeswehry, eksponat Militärhistorisches Museum der Bundeswehr

M48 Armored Vehicle Launched Bridge (AVLB) – amerykański czołg mostowy wykorzystujący podwozie czołgu M48. Na uzbrojeniu US Armed Forces zastąpiony przez M60A1 AVLB, w Bundeswehrze zastąpiony przez czołg mostowy Biber. 
M60A1 AVLB ma masę 44 t (bez przęsła). Nad kadłubem umocowane jest rozkładane przy pomocy siłownika hydraulicznego nożycowe przęsło o masie 14 t. Przęsło ma długość 19,2 m i pozwala pokonywać przeszkody o szerokości do 18,3 m pojazdom o masie do 60 t.